# Paul Walle
Pour les articles homonymes, voir Walle.
Paul Walle (1872-1950) est un explorateur et économiste français.

## Biographie
Conseiller du Commerce extérieur de la France, le ministère du Commerce le chargea de plusieurs missions en Amérique du Sud. Dans les années 1890 il parcourt ainsi la Pampa en Argentine ainsi que le Misiones, le Chaco, Santa Cruz, ou Neuquén et Chubut en Patagonie. Il visite la Terre de Feu puis part pour le Brésil. 
En 1908, il reste une année au Pará sur l'île de Marajo et à Manaus en pleine Amazonie puis visite les États de Bahia, Goias, Mato Grosso et Rio Grande do Sul (1909). 
En 1911, il étudie les conditions économiques et les méthodes commerciales des concurrents de la France en Argentine, au Chili et en Bolivie. Il en laisse des ouvrages où il analyse les richesses naturelles, le commerce et la question du caoutchouc en Amérique latine. 
Juste avant la Première Guerre mondiale, il est encore envoyé au Pérou, dans les îles Galapagos et au Panama et obtient à son retour les médailles d'or de la Société de géographie de Paris et de la Société de géographie commerciale. 
Attaché commercial de France aux Grandes Antilles, il est fait officier de la Légion d'honneur en 1933.

## Travaux
- Le Pérou économique, 1907, Prix Fabien de l'Académie française
- Au pays de l'or noir (Para, Amazone, Mato Grosso), 1909
- Au Brésil, de l'Uruguay au rio São Francisco, 1910
- Du rio São Francisco à l'Amazone, 1911
- Au Brésil, aperçu général : Rio-de -Janeiro - Finances - Industries - chemins de fer - Marine Marchande, 1912
- L'Argentine telle qu'elle est, 1912
- La Bolivie et ses mines, 1914
- Au pays de l'or rouge, São Paulo, 1921